# Shkodra Elektronike
Shkodra Elektronike är en albansk musikduo, bestående av Kolë Laca och Beatriçe Gjergji, som spelar folktroncia. Gruppen, som bildades 2019, representerade Albanien i Eurovision Song Contest 2025 med låten "Zjerm" som slutade på åttonde plats i finalen, vilket är det tredje bästa resultatet någonsin och bästa resultatet för Albanien sedan 2012.